# Fritz Schulz (actor)
Fritz Schulz (25 de abril de 1896 – 9 de mayo de 1972) fue un actor, director y cantante de nacionalidad alemana.

## Biografía
Nacido en Karlovy Vary, en aquel momento ciudad del Imperio austrohúngaro y actualmente parte de la República Checa, tras recibir una formación burguesa inició su carrera en el cine, probablemente hacia el año 1914. En su época en el cine mudo fue principalmente actor de reparto, siendo uno de sus papeles destacados el de Kurt Sievers en el film de Richard Oswald Anders als die Andern (1919), en el que trabajó junto a Conrad Veidt.
Solo con la llegada del cine sonoro pudo desarrollar todo su talento. Desde 1930 a 1933 fue uno de los actores alemanes más ocupados, y en Berlín llevó a cabo las grabaciones de ocho discos de 78 RPM. Casado con la actriz húngara Ágnes Esterházy, en 1933 actuó en dos películas británicas, y a su regreso a Alemania fue expulsado del Reichsfilmkammer a causa de su origen judío.
Por esa razón se mudó a Viena, donde fue cofundador de una compañía cinematográfica independiente. Schulz siguió rodando, y en el año 1937 grabó tres discos. Fue sorprendido por el Anschluss y encarcelado en Berlín junto a otros artistas judíos como Paul Morgan. La revista Das Schwarze Korps informó en su número de 12 de mayo de 1938, en el artículo "Alte Bekannte", del arresto de Schulz y Paul Morgan. Ambos actores aparecían en una fotografía de la prisión, sin afeitar, sin corbata y con el cuello abotonado. Posteriormente, con probabilidad ambos fueron internados en el Campo de concentración de Buchenwald. Sin embargo, y gracias a los esfuerzos de su esposa, Schulz fue liberado y huyó a Suiza, donde luchó por continuar su carrera. Morgan murió ese mismo año en prisión.
Schulz solo pudo volver a trabajar en unas pocas películas. Sin embargo, trabajó como autor de obras teatrales. Finalizada la Segunda Guerra Mundial solamente volvió a Alemania con motivo de algunos compromisos teatrales o cinematográficos, estableciendo su residencia en Ronco sopra Ascona. 
A lo largo de su trayectoria Fritz Schulz participó en más de 150 producciones, un número importante de las cuales se consideran perdidas. Falleció en 1972, a los 76 años de edad, en Zúrich, Suiza.

## Filmografía
- 1916 : Stolz weht die Flagge schwarz-weiß-rot
- 1917 : Ossi’s Tagebuch
- 1917 : Die leere Wasserflasche
- 1917 : Die Fußspur
- 1917 : Wenn vier dasselbe tun
- 1917 : Hoch klingt das Lied vom U-Boot-Mann
- 1917 : Der Onyxknopf
- 1917 : Das Mädel von nebenan
- 1919 : Anders als die Andern
- 1919 : Tötet nicht mehr!
- 1920 : Whitechapel. Eine Kette von Perlen und Abenteuern
- 1920 : Der gelbe Diplomat
- 1920 : Die Marchesa d’Armiani
- 1921 : Fasching
- 1921 : Der Stier von Olivera
- 1921 : Hazard
- 1921 : Das Geheimnis der Santa Maria
- 1922 : Sie und die Drei
- 1922 : Jugend
- 1922 : Lola Montez, die Tänzerin des Königs
- 1923 : Der rote Reiter
- 1924 : Das Spiel mit dem Schicksal
- 1925 : Die Frau mit dem Etwas
- 1927 : Gesetze der Liebe
- 1928 : G’schichten aus dem Wienerwald
- 1928 : In Werder blühen die Bäume…
- 1928 : Kaczmarek
- 1929 : Drei machen ihr Glück
- 1929 : Möblierte Zimmer
- 1929 : Fräulein Fähnrich
- 1929 : Der Zigeunerprimas
- 1930 : Alimente
- 1930 : Drei Tage Mittelarrest
- 1930 : Komm’ zu mir zum Rendezvous
- 1930 : Nur Du
- 1930 : Ein Walzer im Schlafcoupé
- 1930 : Ruhiges Heim mit Küchenbenutzung
- 1930 : Heute nacht – eventuell
- 1930 : Die Lindenwirtin
- 1930 : Wenn Du noch eine Heimat hast
- 1930 : Mein Herz gehört Dir…
- 1930 : Pension Schöller
- 1931 : Der Bettelstudent
- 1931 : Hurra – ein Junge!
- 1931 : Kasernenzauber
- 1931 : Kopfüber ins Glück
- 1931 : Der Liebesarzt
- 1931 : Dienst ist Dienst
- 1931 : Einer Frau muß man alles verzeih’n
- 1931 : Die schwebende Jungfrau
- 1931 : Der ungetreue Eckehart
- 1931 : Der Storch streikt
- 1931 : Meine Cousine aus Warschau
- 1931 : Die Schlacht von Bademünde
- 1931 : Die spanische Fliege
- 1931 : Der verjüngte Adolar
- 1932 : Das Lied einer Nacht
- 1932 : Ja, treu ist die Soldatenliebe
- 1932 : Sehnsucht 202
- 1932 : Das Mädel vom Montparnasse
- 1933 : Sag mir, wer Du bist
- 1933 : Das Tankmädel
- 1934 : Ende schlecht, alles gut (director)
- 1934 : Salto in die Seligkeit (también director)
- 1935 : Letzte Liebe (director)
- 1940 : Dilemma
- 1950 : Gruß und Kuß aus der Wachau (director)
- 1953 : Ich und meine Frau
- 1953 : Ein tolles Früchtchen
- 1954 : Dieses Lied bleibt bei dir
- 1954 : Das Licht der Liebe
- 1955 : Die Wirtin zur Goldenen Krone
- 1956 : Die ganze Welt singt nur Amore
- 1958 : Das kommt nicht wieder
- 1959 : Die unvollkommene Ehe
- 1960 : An heiligen Wassern

## Libretto
- Tic-Tac. Opereta (junto con Fridolin Tschudi). Música de Paul Burkhard. UA 1944 Zúrich

## Archivos de sonido (selección)
Sehnsucht. Wiener Lied a.d. del film „Sehnsucht 202“ (Fall - Fárkás) Fritz Schulz, con Paul Godwin y su orquesta. Polydor braun 971 A (mx. 4885 BD VI)

Parfumlied (Mein Schatz ich bin in dein Parfum verliebt) / Foxtrot a.d.del film „Sehnsucht 202“ (Fall - Fárkás)  Fritz Schulz, con Paul Godwin y su orquesta. Polydor 24 662-B (mx. 4886 1/2 BD VI), aufgen. 1932

So ein Dalles geht über alles / Foxtrot (Wachsmann & Gilbert)  Fritz Schulz con la orquesta de Ilja Livschakoff. Polydor 24 469 (mx. 4347 1/2 BR III), aufgen. 1932

Die Mädels vom Montparnasse / Valse boston a.d.gleichn. Banda sonora (Wachsmann & Gilbert) Fritz Schulz con la orquesta de Ilja Livschakoff. Polydor 24 469 (mx. 4346 1/2 BR III), aufgen. 1932

Ich bin verliebt in jede Frau / Foxtrot a.d. Del film “Das Tankmädel” (Meisel, Schwenn & Schaeffers) Fritz Schulz y la orquesta de Gerhard Hoffmann. Polydor 25 284-A (mx. 2146 1/2 BN VII)
a)Warum kommt denn keiner zu mir?  b)Gelernt ist gelernt, a.d. del film “Das Tankmädel” (Meisel, Schwenn & Schaeffers) Fritz Schulz y la orquesta de Gerhard Hoffmann. Polydor 25 284-B (mx. 2148 1/2 BN VII), aufgen. 1933

Das Automatenbuffet. Walzerlied a.d.Opereta “Sie, Johann...” (Kramer & Weiß - Lengsfelder & Tisch) Fritz Schulz con orquesta. Parlophon B.47 438-I (Ve 2227)

Ein Kuß mit den Lippen... Lied a.d.Opereta “Sie, Johann...” (Kramer & Weiß - Lengsfelder & Tisch) Fritz Schulz con orquesta. Parlophon  B.47 438-II (Ve 2228), aufgen. 1937